# Karen Magnussen
Karen Diane Magnussen (Vancouver, Colúmbia Britânica, 4 de abril de 1952) é uma ex-patinadora artística canadense. Ela conquistou uma medalha de prata olímpica em 1972, e conquistou três medalhas em campeonatos mundiais, sendo uma de ouro, uma de prata e uma de bronze.

## Principais resultados
| Resultados                                            | Resultados      | Resultados    | Resultados       | Resultados      | Resultados       | Resultados      | Resultados        | Resultados       | Resultados      | Resultados    | Resultados    | Resultados    |
| Internacional                                         | Internacional   | Internacional | Internacional    | Internacional   | Internacional    | Internacional   | Internacional     | Internacional    | Internacional   | Internacional | Internacional | Internacional |
| Evento/Temporada                                      | 1964– 1965      | 1965– 1966    | 1966– 1967       | 1967– 1968      | 1968– 1969       | 1969– 1970      | 1970– 1971        | 1971– 1972       | 1972– 1973      |               |               |               |
| ----------------------------------------------------- | --------------- | ------------- | ---------------- | --------------- | ---------------- | --------------- | ----------------- | ---------------- | --------------- | ------------- | ------------- | ------------- |
| Jogos Olímpicos                                       |                 |               |                  | 7.ª             |                  |                 |                   | Medalha de prata |                 |               |               |               |
| Campeonato Mundial                                    |                 |               | 12.ª             | 7.ª             |                  | 4.ª             | Medalha de bronze | Medalha de prata | Medalha de ouro |               |               |               |
| Campeonato Norte-Americano                            |                 |               | 4.ª              |                 | Medalha de prata |                 | Medalha de ouro   |                  |                 |               |               |               |
| Nacional                                              |                 |               |                  |                 |                  |                 |                   |                  |                 |               |               |               |
| Campeonato Canadense                                  |                 | 4.ª           | Medalha de prata | Medalha de ouro | Medalha de prata | Medalha de ouro | Medalha de ouro   | Medalha de ouro  | Medalha de ouro |               |               |               |
| Campeonato Canadense – Júnior                         | Medalha de ouro |               |                  |                 |                  |                 |                   |                  |                 |               |               |               |
|                                                       |                 |               |                  |                 |                  |                 |                   |                  |                 |               |               |               |
| Legenda: Competição não foi disputada nesta temporada |                 |               |                  |                 |                  |                 |                   |                  |                 |               |               |               |